# 이상 용액
이상 용액(理想溶液, 영어: ideal solution)은 화학에서 이상 기체 혼합물과 유사한 열역학적 특성을 나타내는 용액이다. 이상 혼합물(理想混合物, 영어: ideal mixture)이라고도 한다. 혼합 엔탈피는 정의에 따라 혼합시 부피 변화와 마찬가지로 0이다. 혼합 엔탈피가 0에 가까울수록 용액의 거동이 더 "이상적"이게 된다. 옹매와 용질의 증기압은 각각 라울의 법칙과 헨리의 법칙을 따르며, 활동도 계수(이상성으로부터의 편차를 측정)는 각 성분에 대해 1과 같다.
이상 용액의 개념은 화학열역학과 그 응용 분야(예: 총괄성의 설명)의 기본적인 개념이다.

## 같이 보기
- 이상 기체